# 칵테일 가니시

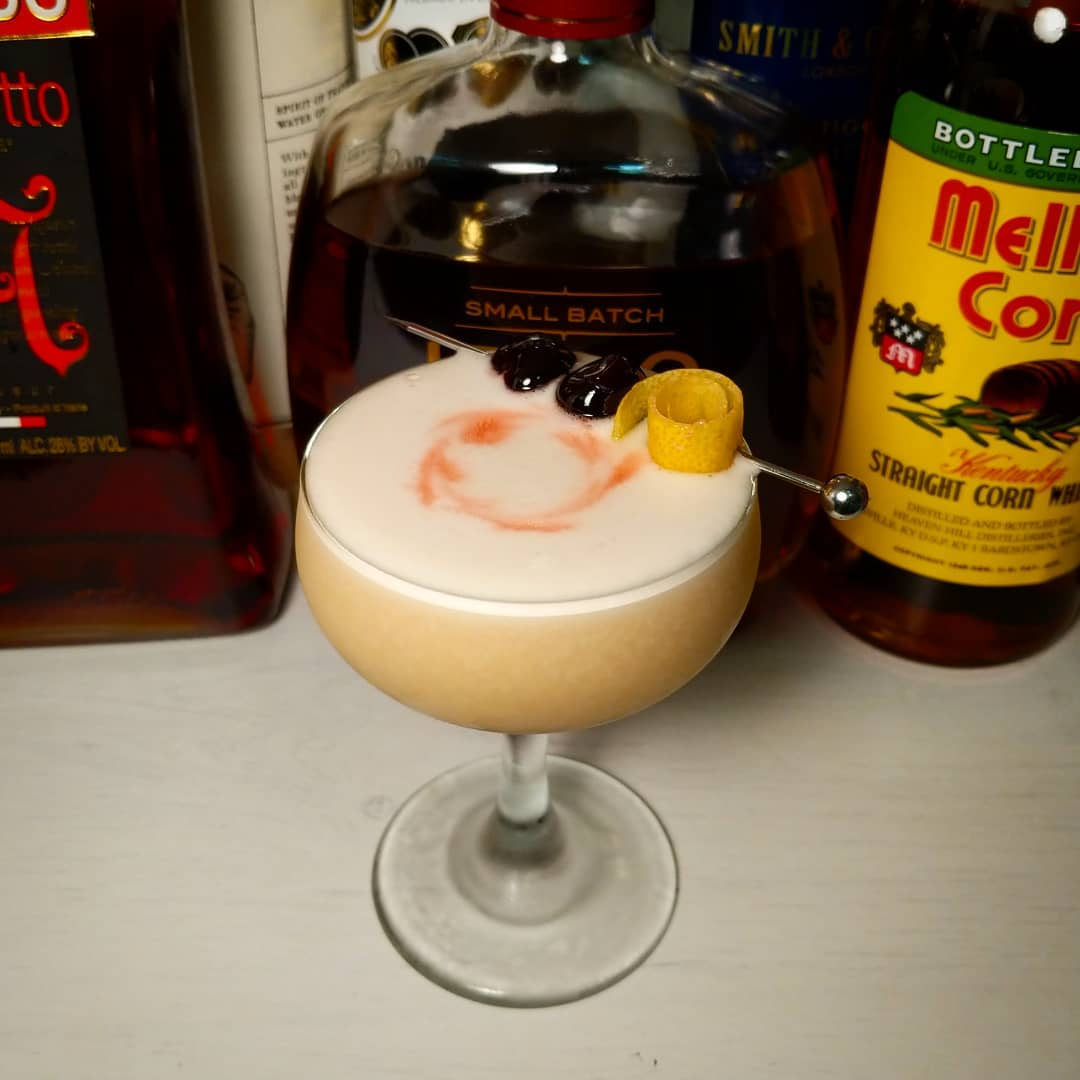
쿠프 글라스에 담긴 위스키 사워는 레몬 껍질을 나선 모양으로 자른 것과 칵테일 픽에 꽂힌 두 개의 마라스키노 체리로 장식되어 있으며, 음료 위에 떠 있는 거품(달걀 흰자로 만든)에는 비터스 몇 방울이 휘저어져 있다.

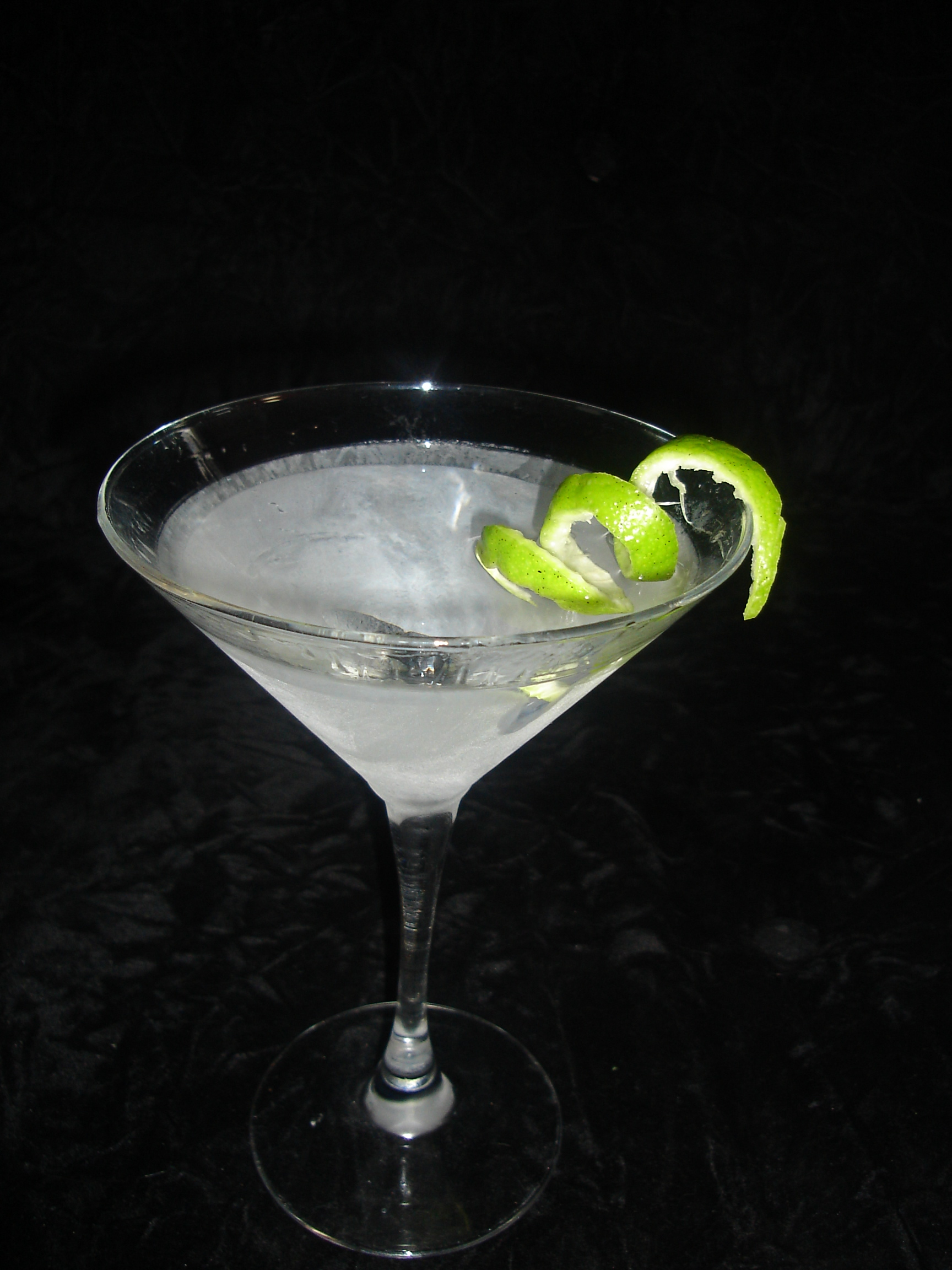
장식으로 사용된 라임 껍질 "트위스트"는 이 마티니에 우아한 느낌을 더한다.

칵테일 가니시(Cocktail garnish)는 혼합 음료, 특히 칵테일에 개성이나 스타일을 더하는 장식용 장식물이다.
이들은 코와 입의 특별한 신경 세포를 자극하여 음료의 풍미를 보완하고 강화하는 데 사용된다.
다양한 칵테일 가니시가 사용된다. 많은 럼 기반 칵테일, 특히 과일 향이 나는 칵테일은 열대 테마 장식이나 과일 조각으로 장식되는 경향이 있다. 테킬라 기반 음료는 라임과 다른 귤속 과일을 선호한다. 진 및 보드카 기반 음료는 과일 향이 나는 럼 기반 음료의 변형이 아닌 한, 좀 더 품위 있는 장식(올리브, 양파, 또는 감귤 껍질 트위스트 또는 마라스키노 체리 하나)을 사용하는 경향이 있다. 위스키 및 브랜디 기반 음료는 장식이 거의 없거나 최소한의 장식만 하는 경향이 있다. 레스토랑 체인과 호텔 바는 더 크고 화려한 장식을 사용하는 경향이 있으며, 동네 바는 정반대의 경향을 보인다.
일부 가니시는 마티니의 올리브, 퀸 메리와 맨해튼의 마라스키노 체리, 깁슨의 양파처럼 레시피를 완성하는 데 필수적이다. 가니시를 사용하는 또 다른 이유는 칵테일을 더 "사진 찍기 좋게" 만들어 언론이나 소셜 미디어에 사진이 찍힐 때 다른 음료들이 너무 비슷하게 보이지 않도록 하기 위함이다.

## 일반적인 식용 가니시
일반적인 식용 가니시는 다음과 같다.
- 위스키 사워와 같이 흔든 칵테일 위에 있는 달걀 흰자 거품에 뿌린 비터스.
- 설탕에 절인 생강[3]
- 당근 스틱
- 셀러리 줄기 (보통 잎이 붙어 있다)
- 강판에 간 계피
- 칵테일 올리브 (종종 피멘토로 채워져 있다)
- 칵테일 어니언
- 꽃
- 레몬 슬라이스, 트위스트 또는 웨지
- 라임 슬라이스, 트위스트 또는 웨지
- 마라스키노 체리
- 박하속 가지 또는 잎
- 강판에 간 육두구
- 오렌지 슬라이스, 트위스트 또는 웨지
- 후추
- 파인애플 슬라이스 또는 웨지
- 소금, 굵은 소금 (잔 가장자리에 바른다)
- 새우
- 스타 아니스[3]
- 딸기
- 설탕, 과립 또는 분말
- 수박 웨지

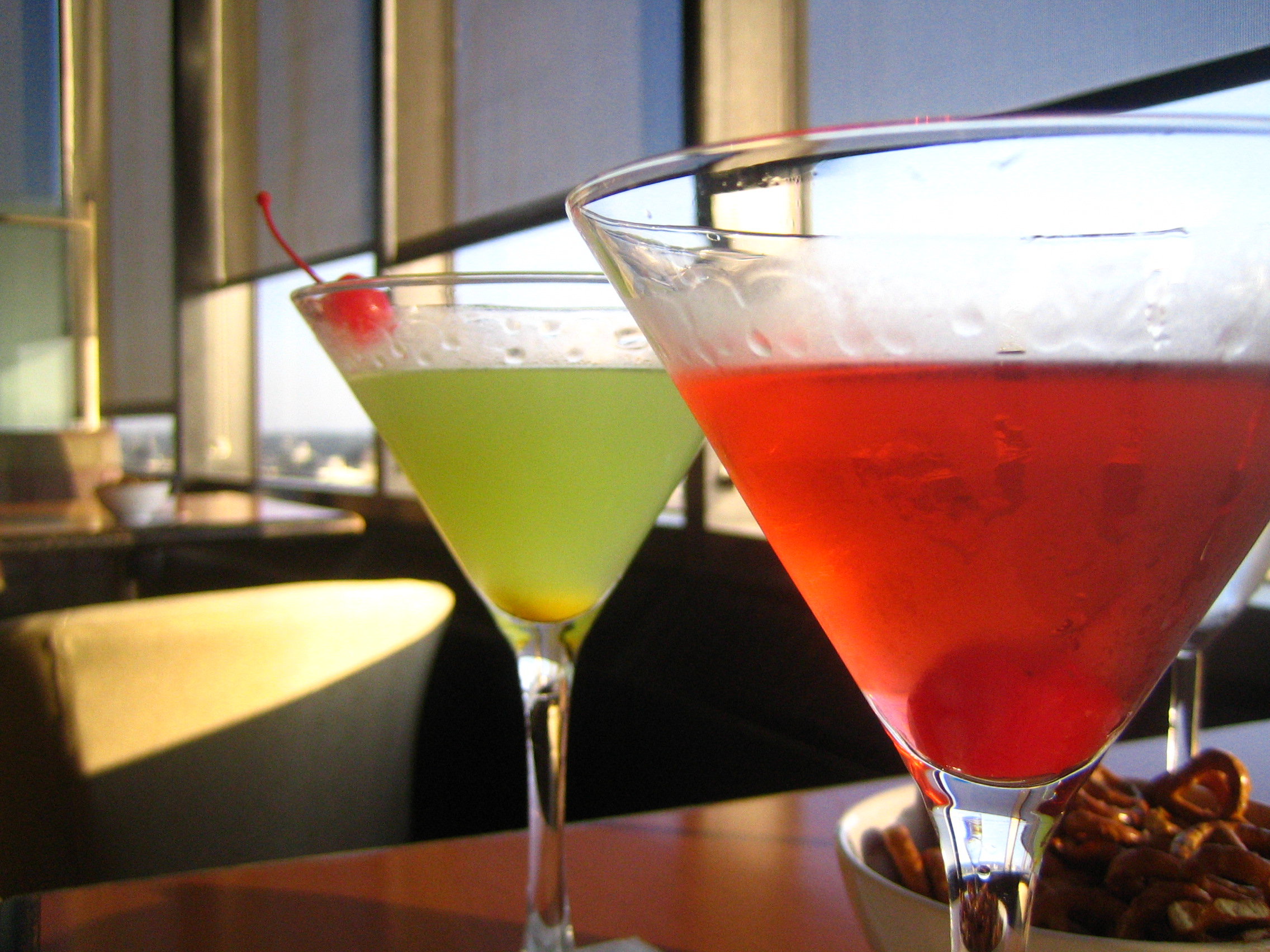
마라스키노 체리
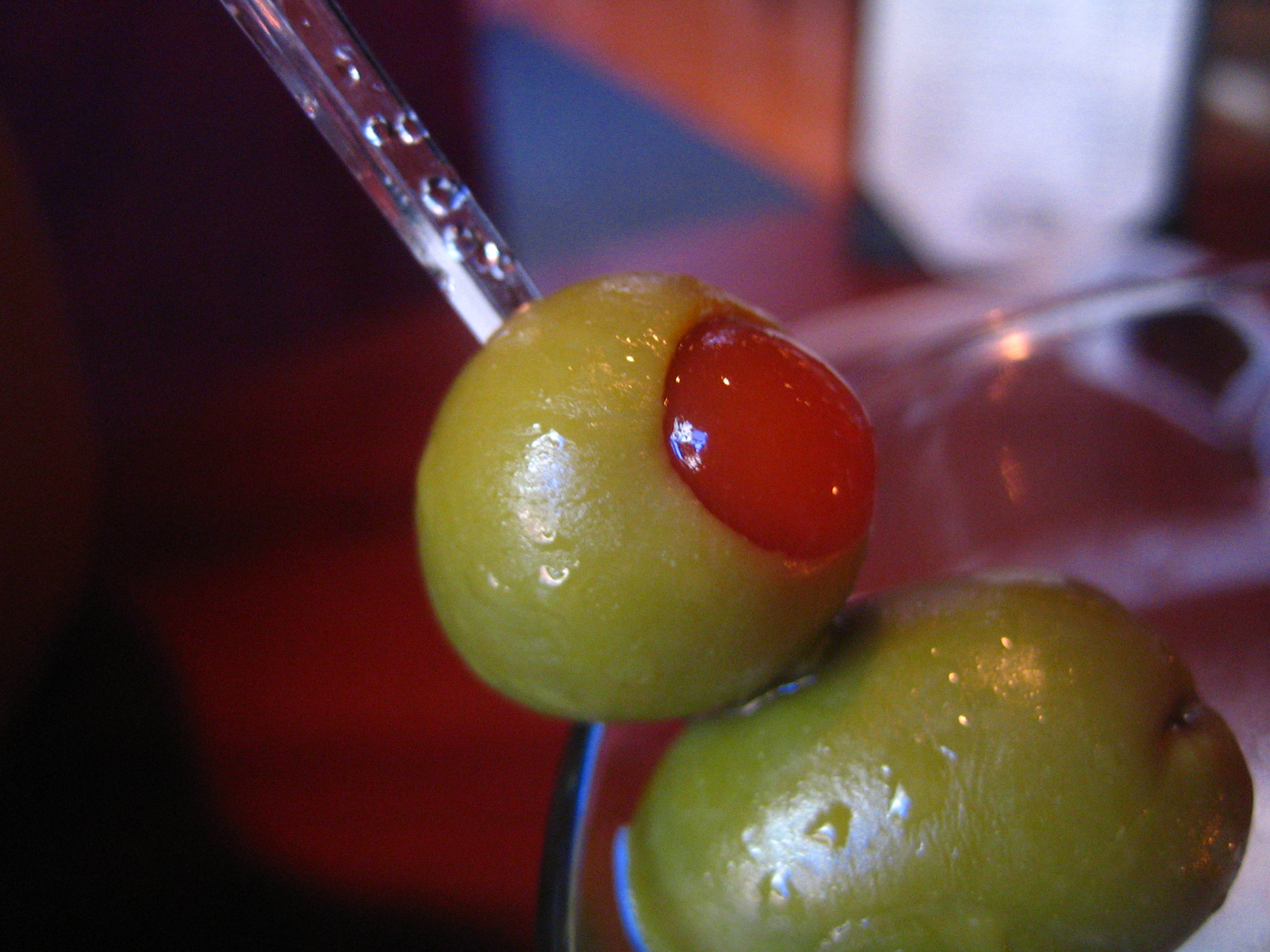
칵테일 올리브
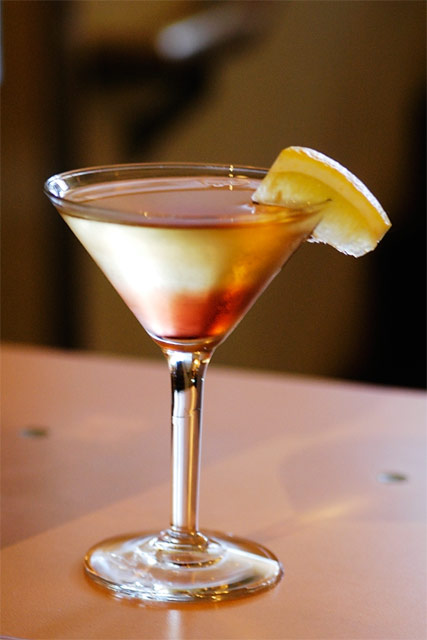
레몬 슬라이스
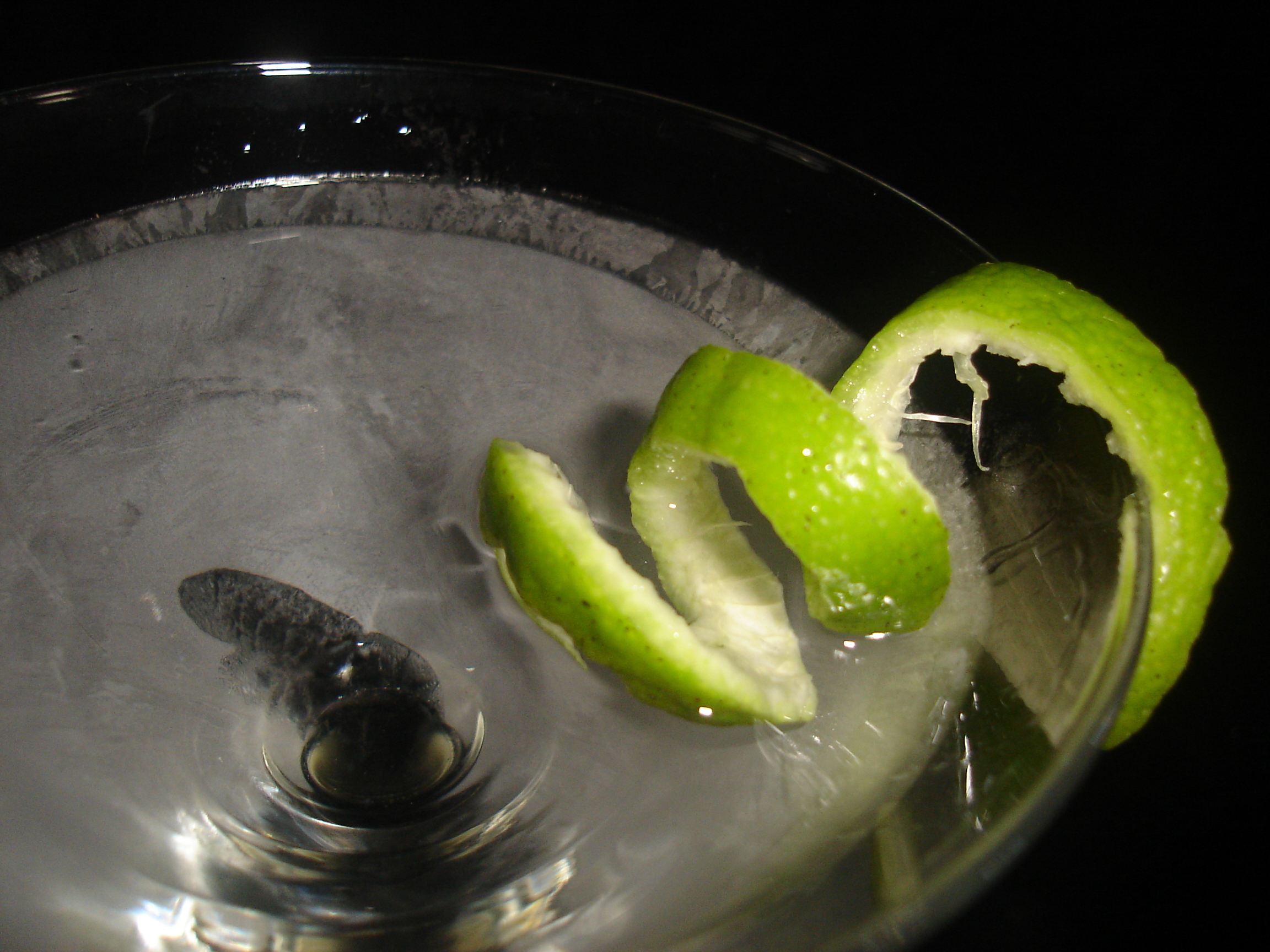
라임 트위스트
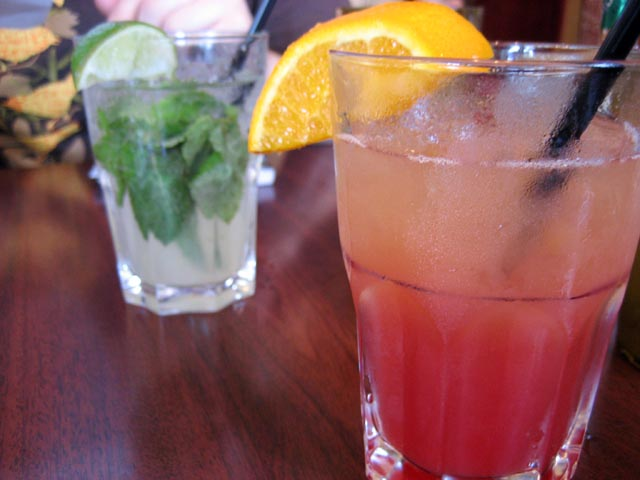
오렌지, 박하속, 라임
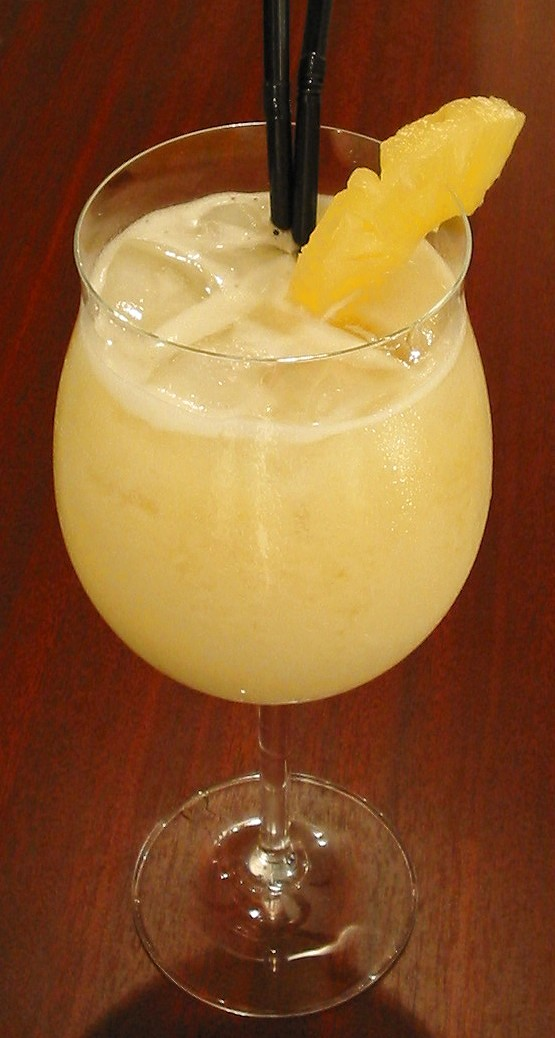
파인애플 웨지
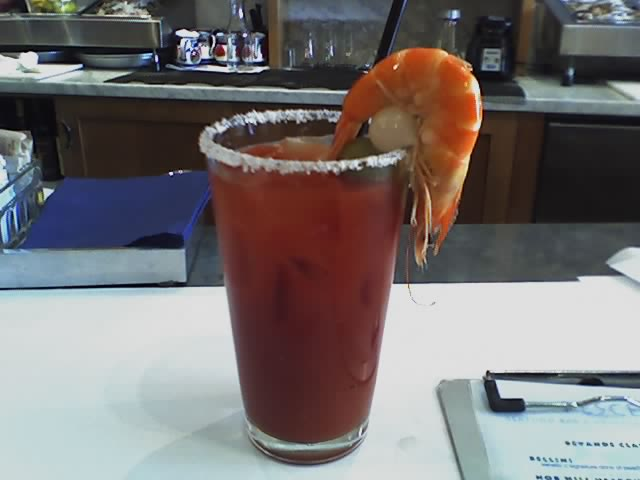
새우
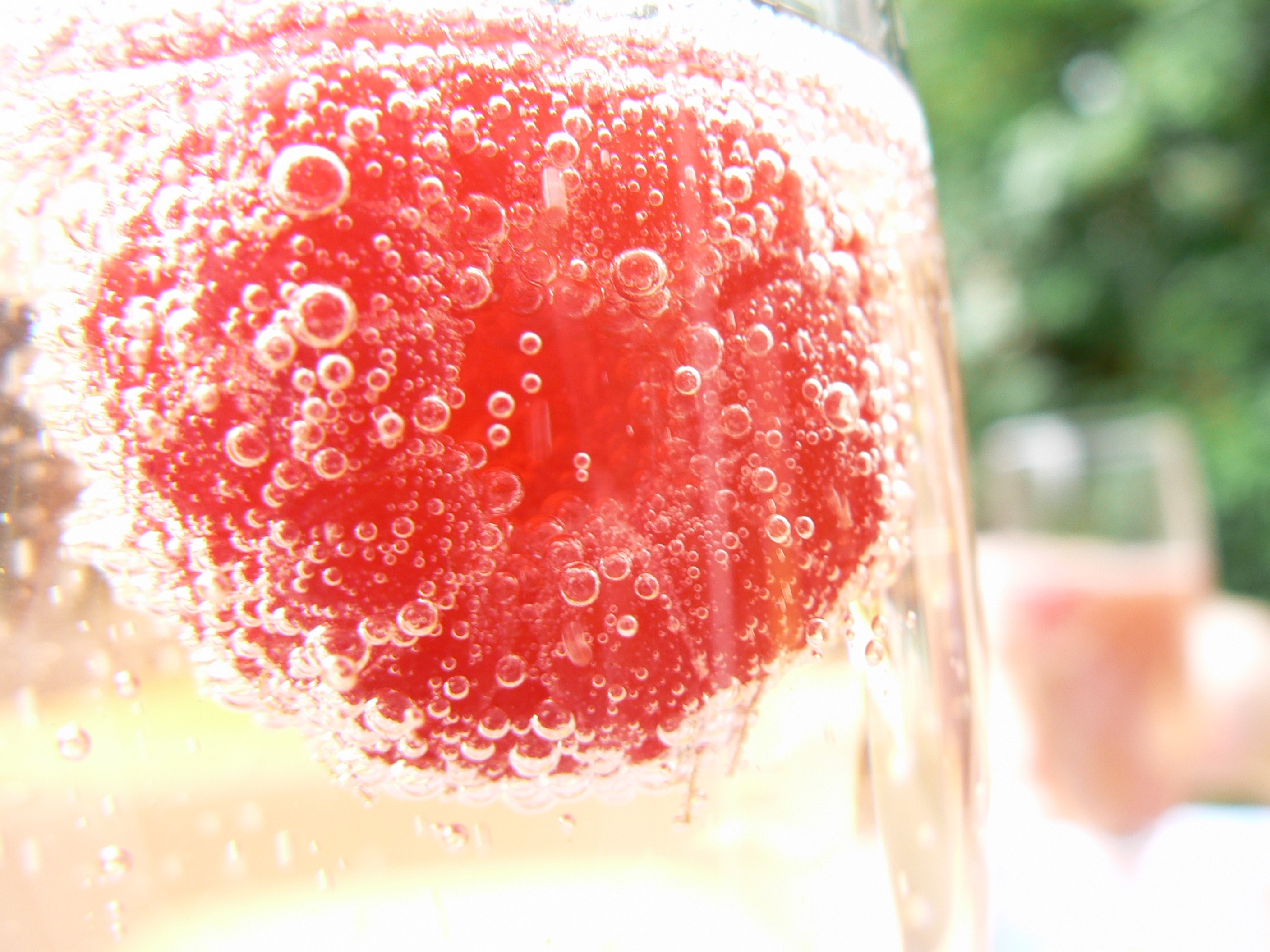
라즈베리
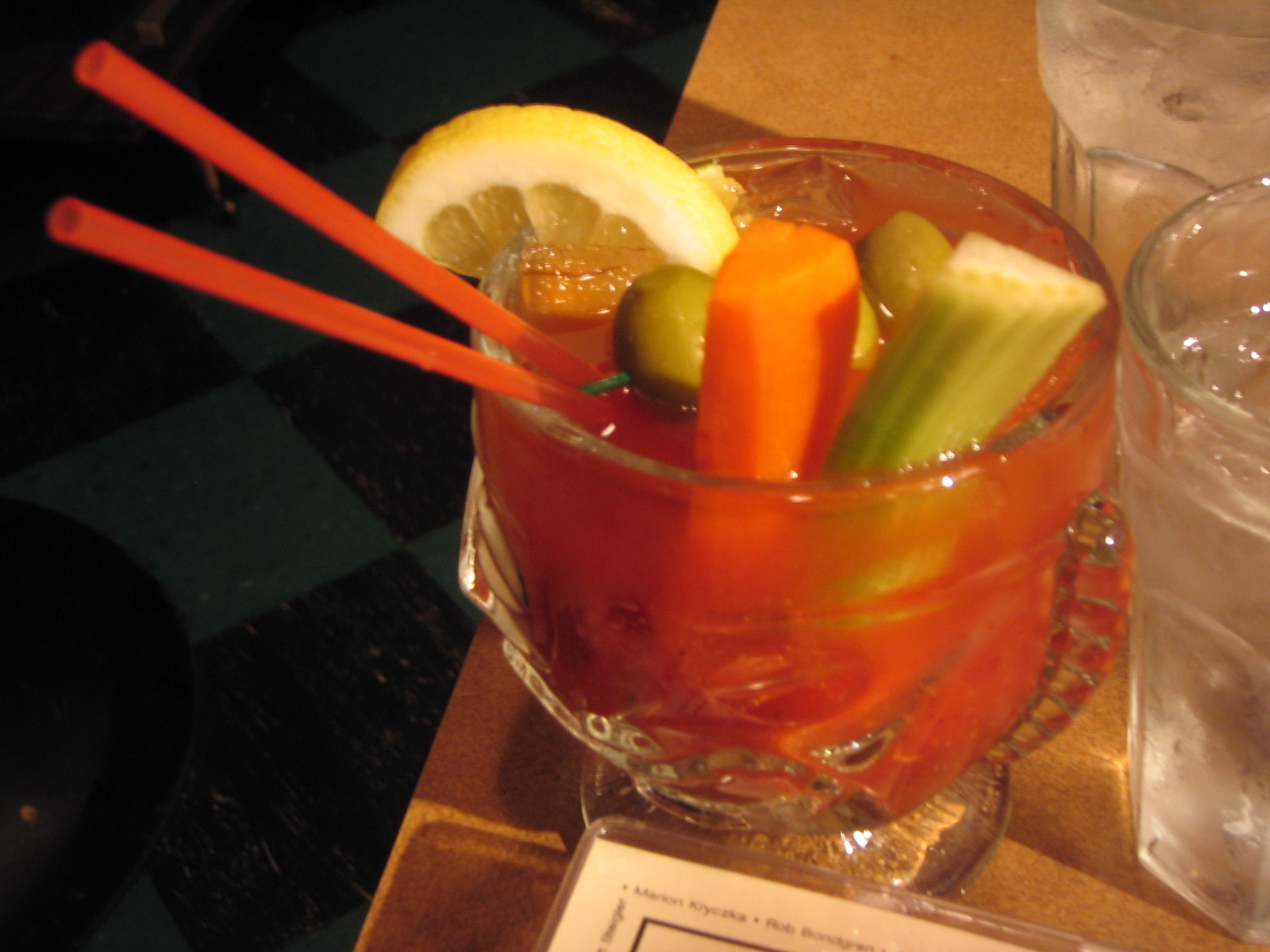
당근, 셀러리, 레몬, 올리브

## 일반적인 비식용 가니시
이러한 가니시는 순전히 장식이나 극적인 효과를 위한 것이다.
- 비즈 목걸이 (마르디 그라와 사육제 동안 특히 흔하다)
- 양초
- 칵테일 우산
- 빨대 (색상이 화려하거나 모양이 특이한 것)
- 불 (플래밍 음료 참고)
- 깃발
- 식용이 아닌 꽃
- 플라스틱 동물 (잔 가장자리에 부착한다)
- 플라스틱 칼
- 스파클러
- 스위즐 스틱

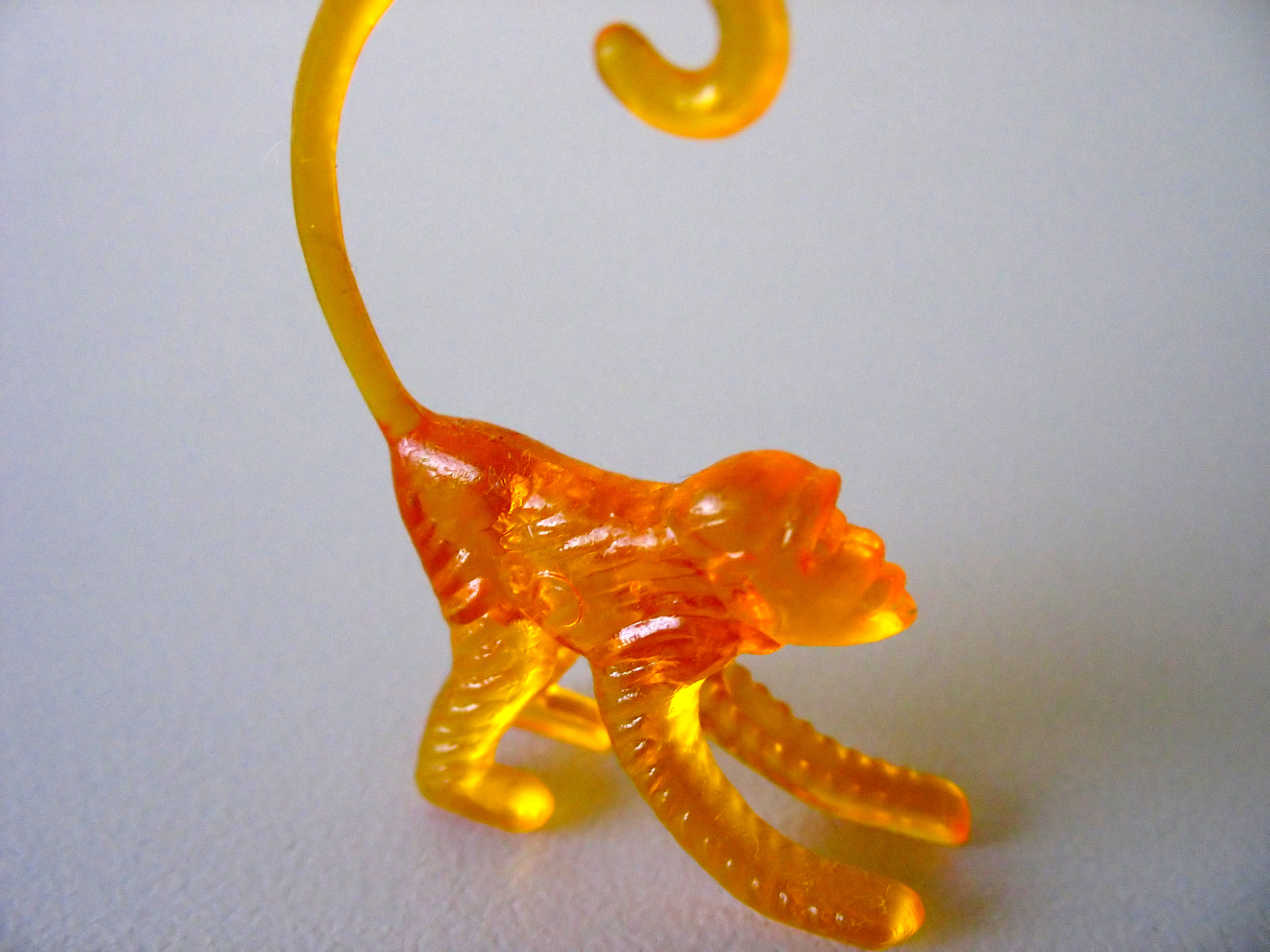
칵테일 몽키
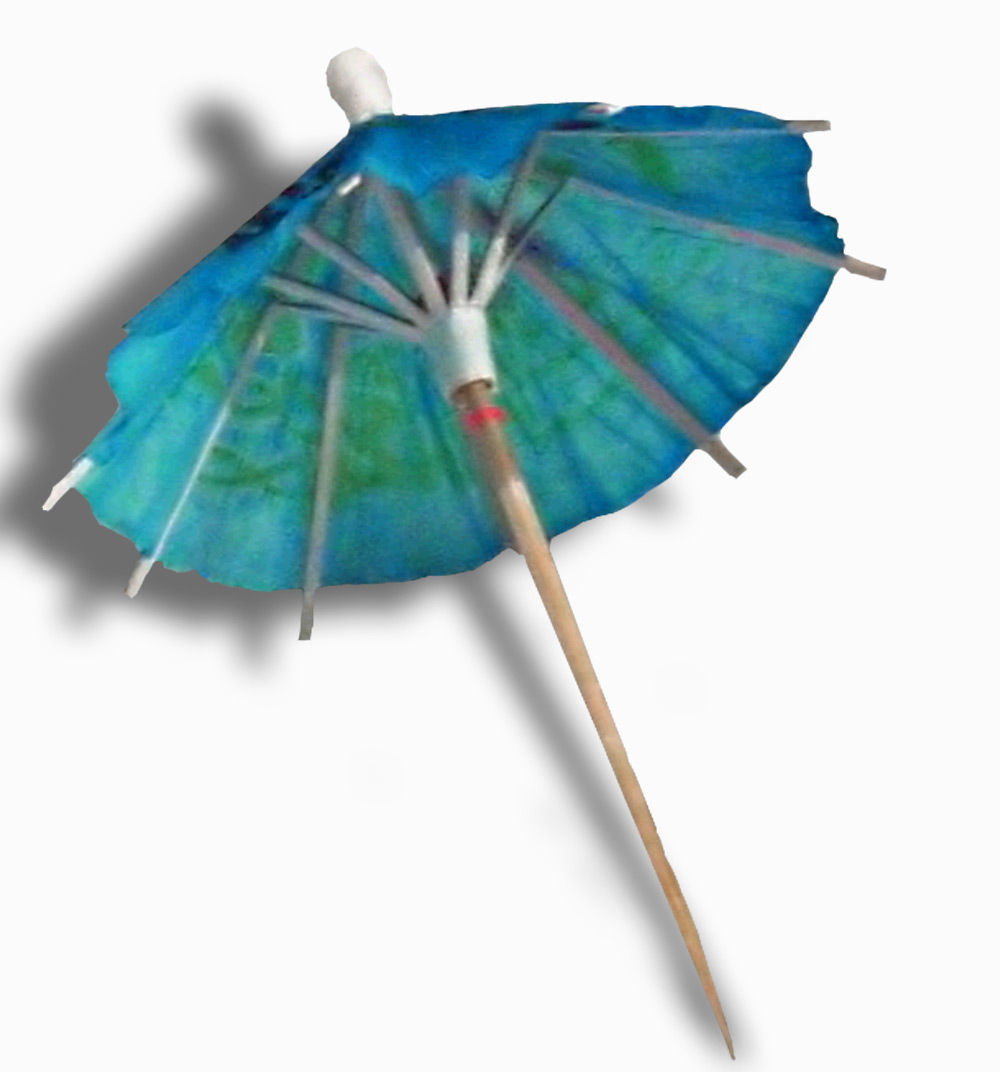
칵테일 우산
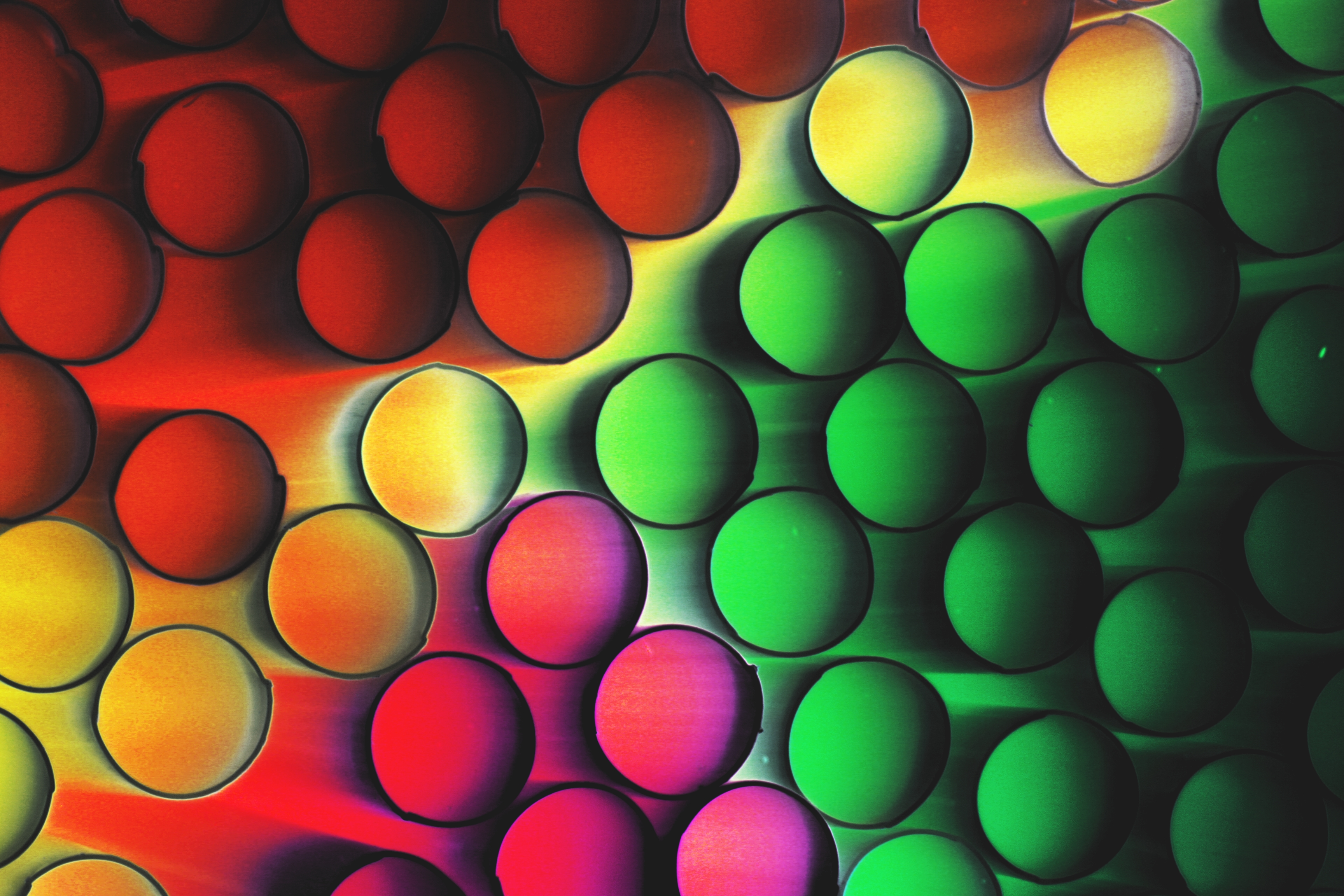
빨대
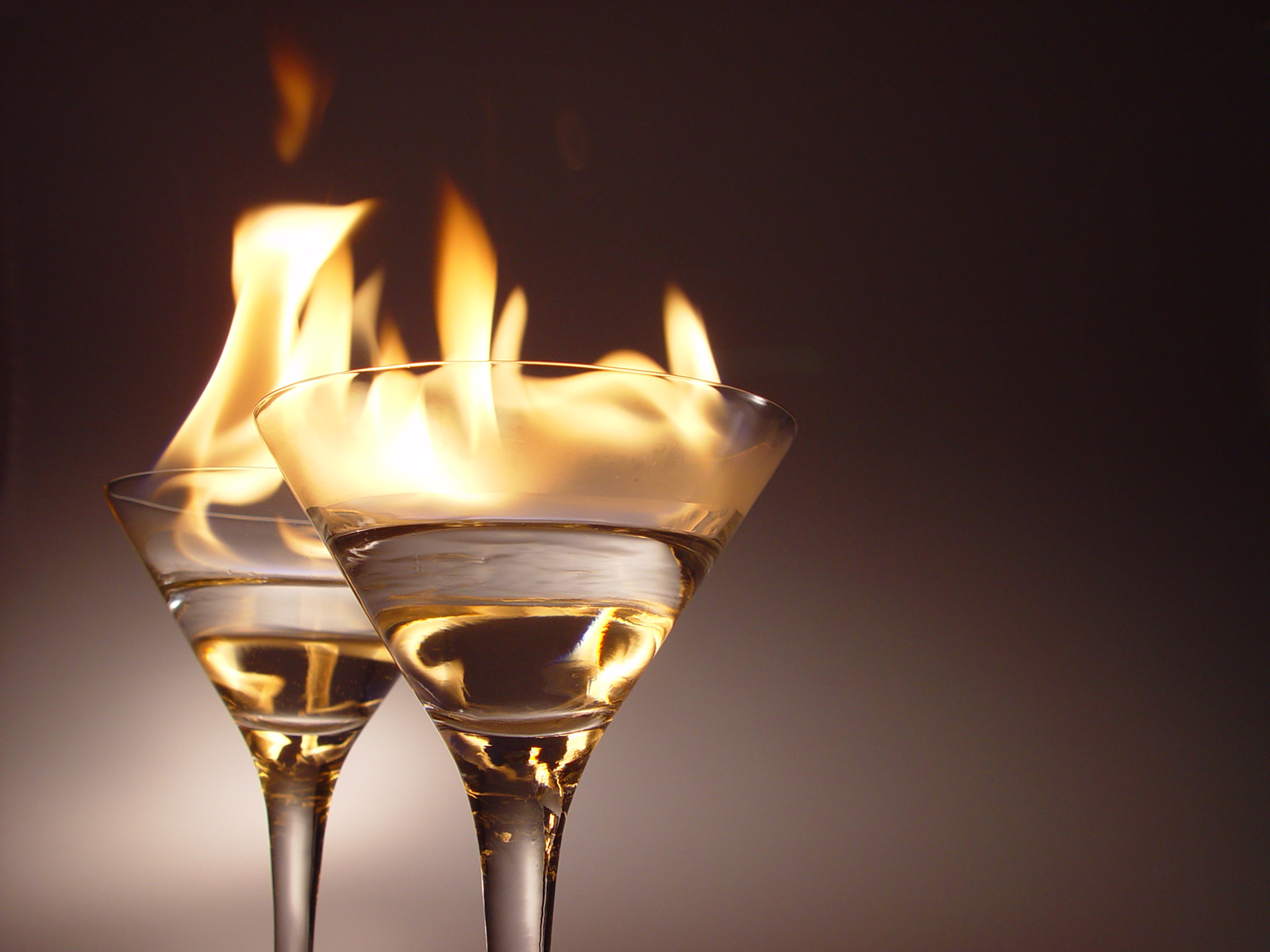
불
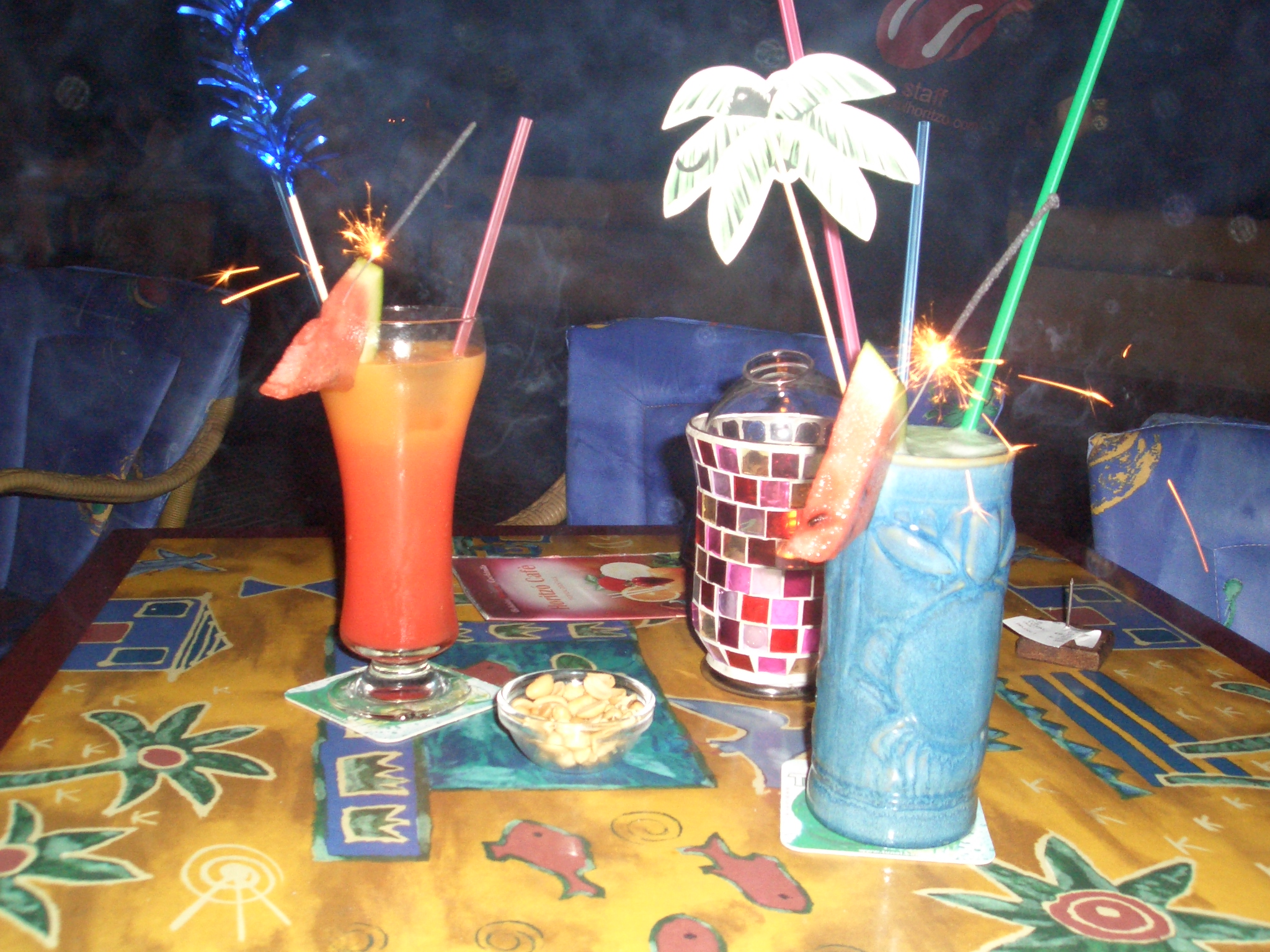
스파클러, 빨대, 수박 및 기타 장식
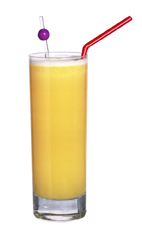
스위즐 스틱과 빨대를 콜린스 잔에 담았다

## 같이 보기
- 가니시
- 해리 이
- 칵테일 목록
- 티키 바